# Hyperstrotia inordinata
Hyperstrotia inordinata är en fjärilsart som beskrevs av Walker 1864. Hyperstrotia inordinata ingår i släktet Hyperstrotia och familjen nattflyn. Inga underarter finns listade i Catalogue of Life.